# Germain Le Foyer De Costil
Germain Le Foyer de Costil is een Frans jurist. Hij klom op tot rechter van het Hof van Hogere Jurisdictie van Nanterre en was vanaf 1993 korte tijd rechter van het Joegoslavië-tribunaal. Hierna was hij rechter-president van het Hof van Cassatie in Parijs.

## Levensloop
Hij studeerde in 1956 af in geschiedenis op het proefschrift Etude du Mémoire sur la Bretagne composé par Charles Colbert de Croissy conformément à l'instruction de 1663. In 1962 promoveerde hij vervolgens tot doctor in de rechten op het proefschrift Une Province au XVIIe siècle. La Bretagne à la lumière d'enquêtes officielles.
Hij klom op tot rechter van het Hof van Hogere Jurisdictie van Nanterre. Vervolgens was hij vanaf 17 november 1993 een van de rechters van het eerste uur van het Joegoslavië-tribunaal in Den Haag. Om gezondheidsredenen vertrok hij echter al na anderhalve maand op 1 januari 1994. Hierna (1996) was hij rechter-president van het Hof van Cassatie in Parijs. 

## Werk
- 1956: Etude du Mémoire sur la Bretagne composé par Charles Colbert de Croissy conformément à l'instruction de 1663
- 1962: Une Province au XVIIe siècle. La Bretagne à la lumière d'enquêtes officielles
- 1980: La Réparation juridique du dommage corporel, ISBN 9782257102775
- 1986: Les connaissances personnelles du juge, met Huguette Le Foyer de Costil